# Muzeum Regionalne PTTK w Ojcowie
Muzeum Regionalne PTTK w Ojcowie – muzeum, prowadzone przez Polskie Towarzystwo Turystyczno-Krajoznawcze, położone w Ojcowie
Pierwsze muzeum w Ojcowie powstało w 1908 roku z inicjatywy Polskiego Towarzystwa Krajoznawczego, a jego głównym organizatorem był Stefan Jan Czarnowski. Mieściło się ono w budynku bramnym ojcowskiego zamku. Działało z przerwami do 1988 roku, przetrwawszy m.in. I wojnę światową, kiedy to jego zbiory zostały rozgrabione. Od 1951 roku patronat nad placówką przejęło PTTK. W 1988 roku zbiory przeniesiono do budynku „Bazaru Warszawskiego” - dawnego pensjonatu, odbudowanego po pożarze w 1976 roku.
Aktualnie w ramach ekspozycji prezentowane są eksponaty związane z historią Ojcowa i okolic, począwszy od wykopalisk archeologicznych, przez powstanie styczniowe po zbiory związane z tutejszym przewodnictwem turystycznym. Ponadto w placówce prezentowana jest ekspozycja związana z budownictwem drewnianym oraz stroje ludowe.

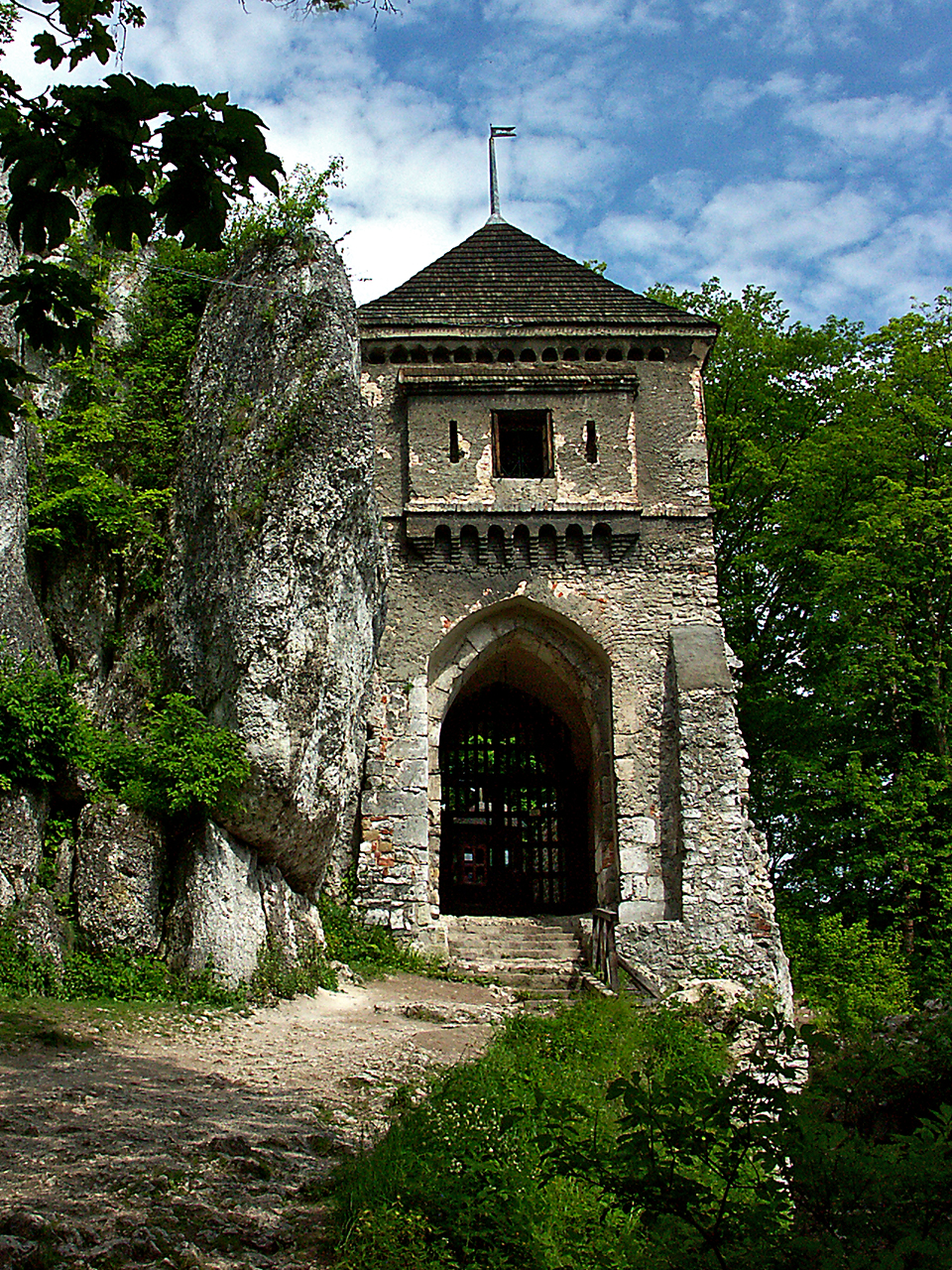
Budynek bramny zamku - pierwsza siedziba muzeum